# Загір'я (Тлумацька міська громада)
Загі́р'я (колишні назви — до 1690 — Підкамінне, до 1938 — Польське Загір'я, 1939—2003 — Радянське Загір'я) — село в Україні, у Тлумацькій міській громаді Івано-Франківського району Івано-Франківської області. На деяких картографічних ресурсах позначене за старою назвою як Радянське Загір'я.

## Історія
До 1934 року село входило до гміни Братишів. У 1934—1939 роках село входило до об'єднаної сільської ґміни Олешів (пол. gmina Oleszów) Тлумацького повіту.
На 1 січня 1939 році в селі мешкало 265 осіб, з них 115 українців-греко-католиків, 30 українців-римокатоликів і 120 польських колоністів міжвоєнного періоду.
12 червня 2020 року, відповідно до Розпорядження Кабінету Міністрів України  № 714-р «Про визначення адміністративних центрів та затвердження територій територіальних громад Івано-Франківської області», увійшло до складу Тлумацької міської громади.
17 липня 2020 року, в результаті адміністративно-територіальної реформи та ліквідації Тлумацького району, село увійшло до складу новоутвореного Івано-Франківського району.